# Parc Tessin
Le parc Tessin (en suédois : Tessinparken) est un parc public situé dans le quartier de Gärdet à Stockholm en Suède,. 

## Description
Le parc Tessin est en forme de T et commence au sud à Valhallavägen et s'étend jusqu'à Askrikegatan au nord.
Il fait partie du parc national urbain royal.
L'entrée sud du parc à Valhallavägen se compose d'une petite place avec des tilleuls et des bacs à fleurs. 
La partie sud du parc est construite symétriquement autour d'un axe central de plantations et de rangées de chênes. Le parc est encadré d'allées de châtaigniers et de sentiers pédestres.
De grandes pelouses rejoignent l'étang de la fontaine au centre du parc.
Près de la fontaine se trouve un café avec des sièges en plein air. 
Au nord, le parc présente un tracé plus libre avec des affleurements rocheux et des buissons. Il y a une aire de jeux avec des terrains de jeux de balle et une pataugeoire.
Vers Värtavägen à l'est, le parc a un caractère ouvert avec de grandes pelouses et un espace pour le jardinage urbain.

## Histoire
Le parc Tessin a été nommé en 1931 et a été construit entre 1932 et 1940 en lien avec la construction des logements environnants. 
Le parc porte le nom de « l'un des noms les plus célèbres de l'histoire culturelle de Stockholm,  Tessin » : les architectes Nicodème Tessin l'Ancien, son fils Nicodème Tessin le Jeune. et son petit-fils Carl Gustaf Tessin.
Le parc, comme le plan d'urbanisme de Gärdet, a été conçu par l'architecte Arvid Stille. 
Il constitue un prolongement symétrique du Karlaplan vers le nord. 
La partie sud du parc est conçue dans un style baroque contemporain avec des plantations et des allées de gravier droites ainsi qu'une fontaine. 
L'un des objectifs de la fontaine du parc était de servir de pendant à la fontaine de Karlaplan.
La partie nord du parc avec la pataugeoire a été construite entre 1938 et 1939. 
Dans cette partie prévaut l'idéal de parc plus inspiré par la nature et adapté au site, connu sous le nom de style Stockholm. Le parc de jeux dans la partie nord a été ajouté dans les années 1940.
La partie nord abrite la sculpture ludique d'Egon Möller-Nielsen, L'Œuf.
De chaque côté du parc s'étendent des rues bordées d'arbres : Hedinsgatan à l'ouest et De Geersgatan à l'est.

## Galerie

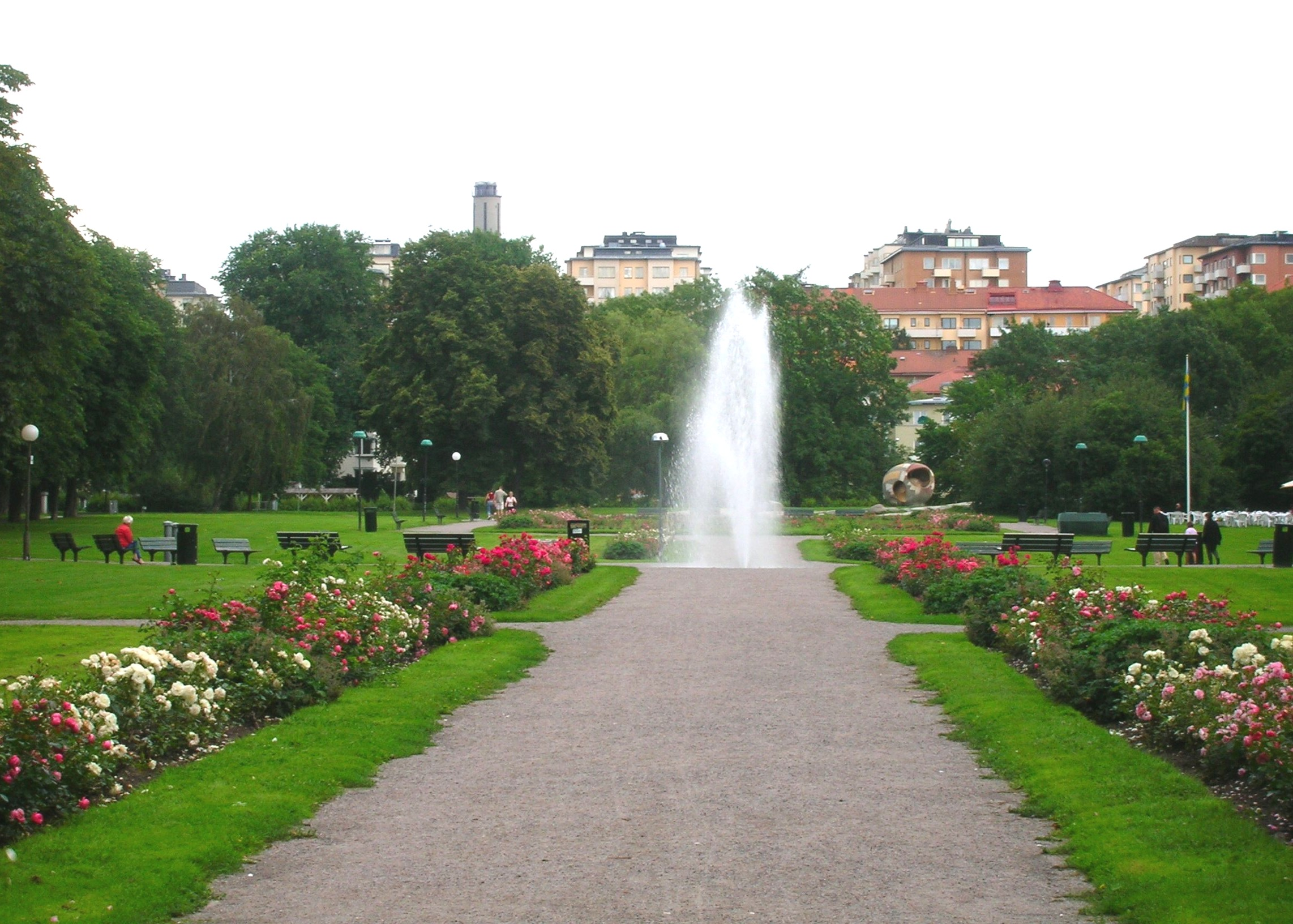
Le parc et sa fontaine.
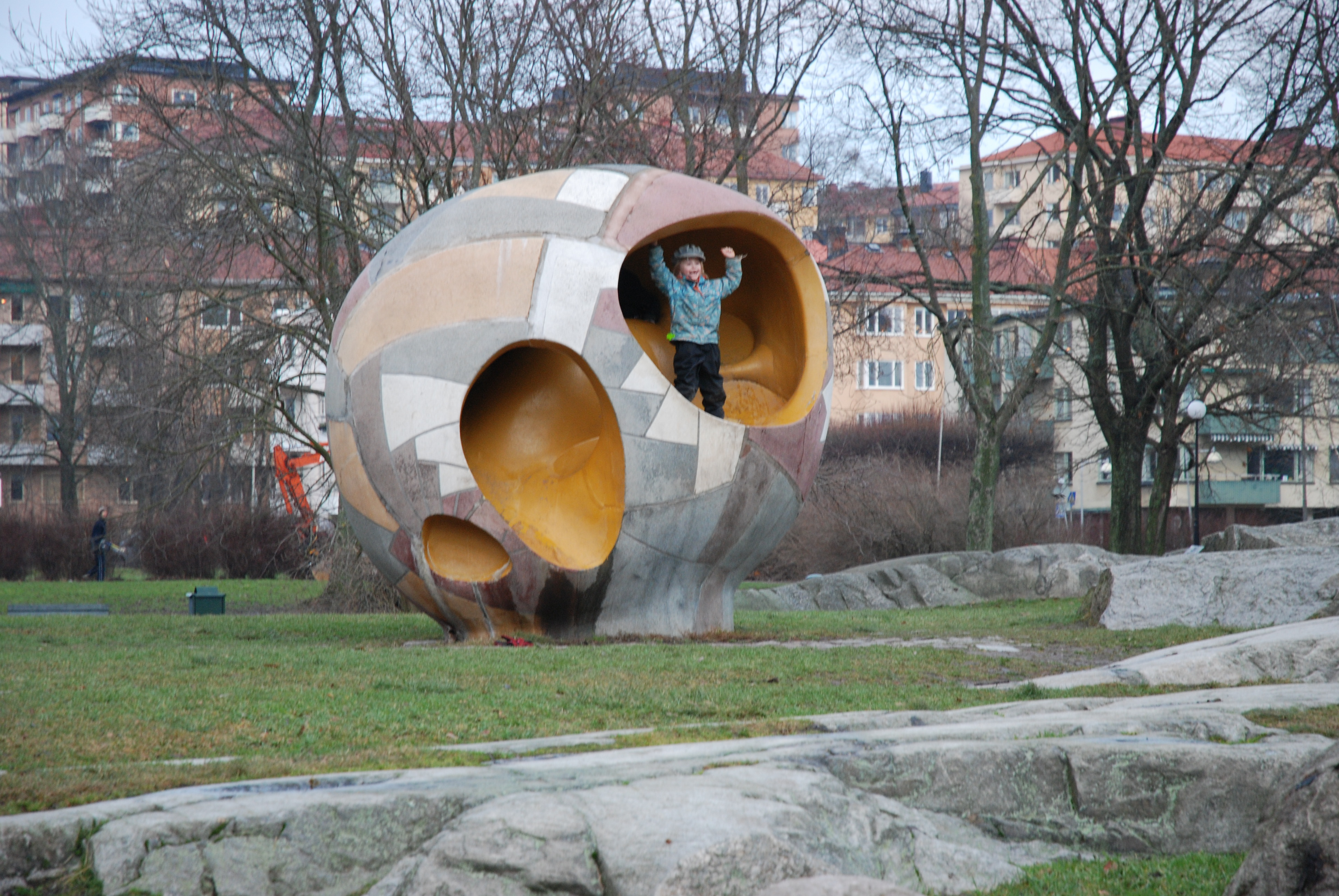
Sculpture L'Œuf de d'Egon Möller-Nielsen.
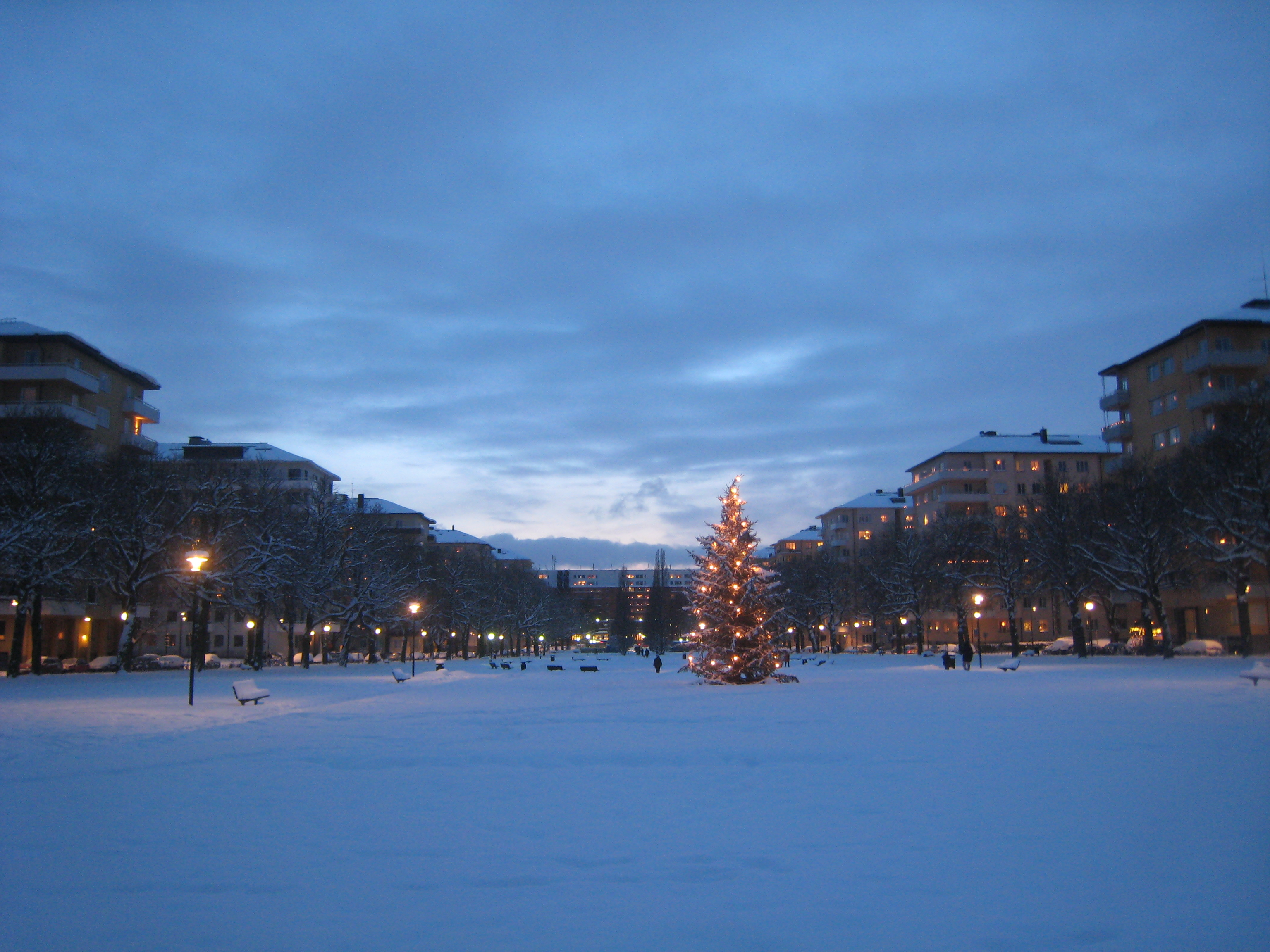
Le parc Tessin en hiver.
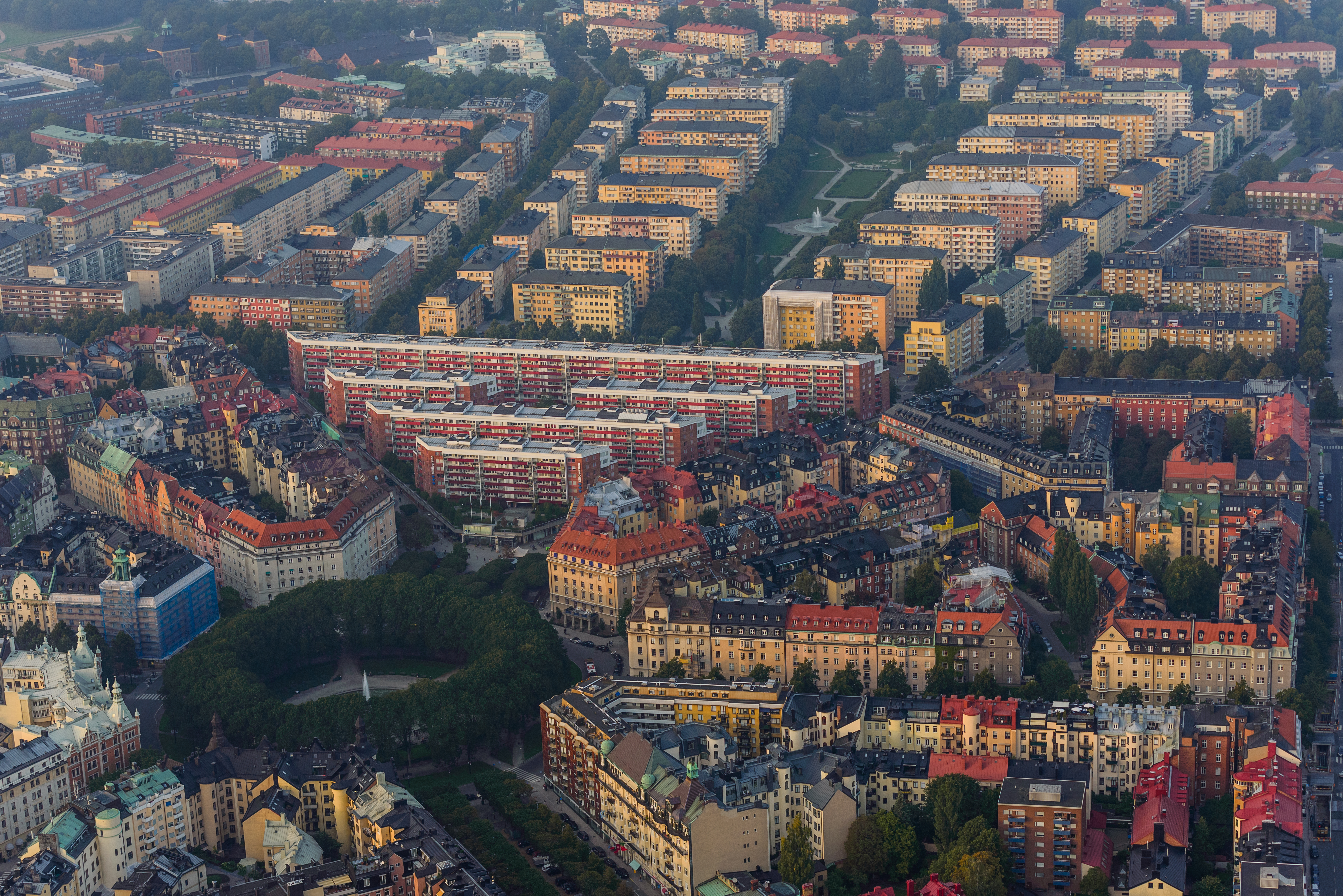
Karlaplan et parc Tessin.